# Туризм в Хабаровском крае

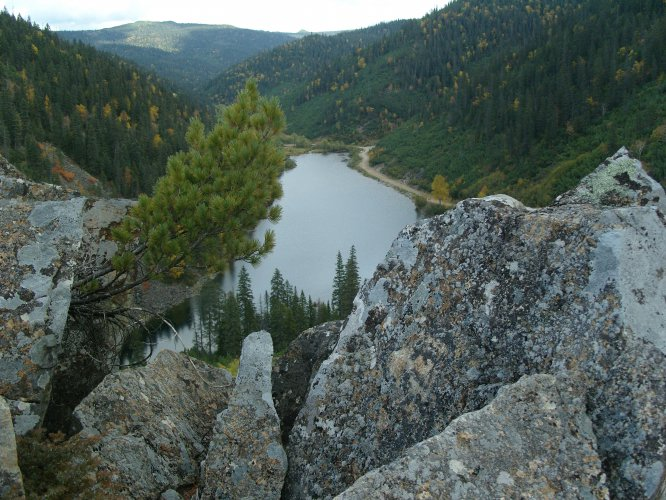
Озеро Амут, одно из семи чудес Хабаровского края

Туризм в Хабаровском крае отличается преобладанием выездного над въездным. Внутренние туристические ресурсы в крае, в основном, природные. Спортивный туризм развит в зелёных зонах вокруг таких городов как Хабаровск, Комсомольск-на-Амуре, Амурск. По территории края протекает река Амур, которая по видовому разнообразию рыб в Северном полушарии занимает второе место после Миссисипи.
В общероссийском рейтинге туристской привлекательности Хабаровский край занял девятое место из 40 регионов.

## Описание

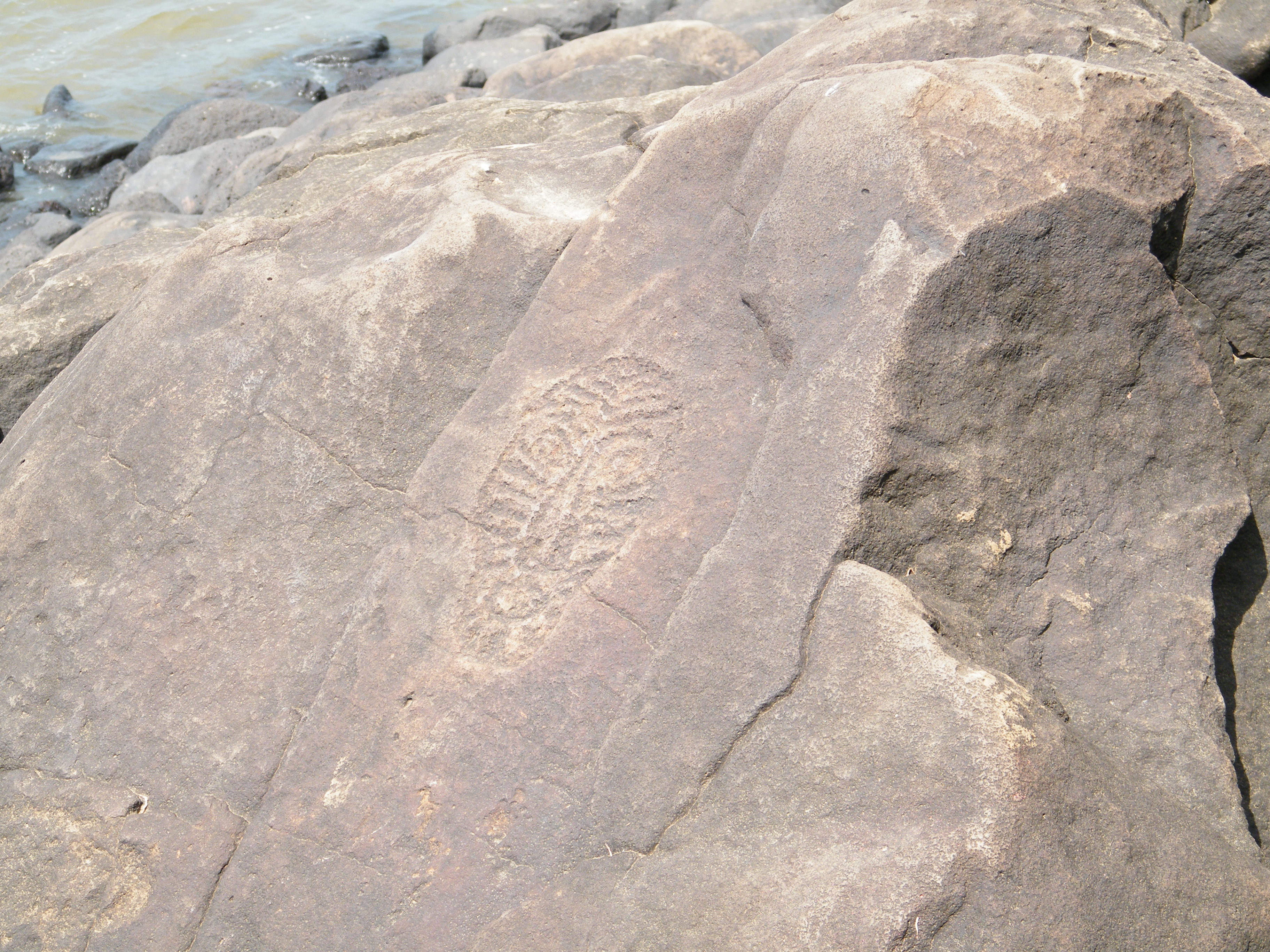
Петроглиф на берегу Амура в селе Сикачи-Алян

### Климат
Климат Хабаровского края — муссонный. Для него характерны холодная малоснежная зима и влажное жаркое лето. Это связано с тем, что зимой ветры, дующие с материка, приносят сухой воздух, а летом ветры с Тихого океана — осадки.
Самым холодным месяцем является январь: средняя температура — от −22°С (на юге) до −40°С (на севере), самым жарким — июль, когда температура может доходить до +35°С + 40°С.
Сезоны года в Хабаровском крае выражены отчётливо на всей территории. При этом в разных его частях имеются свои особенности, обусловленные неодинаковым влиянием моря.
Весна характеризуется большой продолжительностью и неустойчивой погодой. В северных районах наступает на 1-1,5 месяца позже.
Лето — жаркое, за исключением прибрежной морской зоны. В июне обычно выпадает мало осадков. В июле — начале августа в южные районы приходят воздушные тропические массы с высокой влажностью воздуха.
В осенний период устанавливается сухая тёплая погода. Резкое понижение температур начинается с середины ноября. В северных районах — осень приходит на месяц раньше.
Для зимы характерны безоблачная погода с сильными морозами, часто сопровождаемая ветрами. На побережье морозы несколько слабее. Именно этот период предлагают туристам, желающим полюбоваться суровой красотой зимней России.
Наилучшие периоды для путешествий в Хабаровский край: конец весны — начало лета и конец лета — начало осени.

### Водный туризм
В крае осуществляется как в форме экстремальных спортивных сплавов, так и в форме охотничье-рыболовного и экологического туризма; чаще всего они совмещаются. Наиболее популярны сплавы по горным рекам (Хор, Анюй, Гур, Тумнин, Коппи, Ниман, Акишма, Яурин, Туюн, Амгунь и др.). Для спортивных сплавов используются реки бассейна Буреи: Яурин, Ниман, Акишма и Туюн, где находится много порогов, шивер, скалистых прижимов, коридоров.
Возможен сплав по рекам Баджальского хребта в период паводков.
Один из красивейших и уникальных уголков нетронутой природы — Шантарский архипелаг. Труднодоступность островов позволила сохранить природу во всей её первозданности. Шантарские острова — место обитания и размножения китов, тюленей, косаток. Пейзажи островов поражают своей красотой, это и отвесные скалы из яшмы, водопады до 100 м и полевые цветы во льдах.

### Рыбалка
Особый интерес представляет спортивное рыболовство. Объектами спортивного рыболовства также являются: мальма, кунджа, кета, сима, горбуша, кижуч. Проведение водных охотничье-рыболовных туров возможно практически на всех крупных реках.
По составу наиболее вероятных объектов охоты и рыболовства выделяются несколько групп рек (реки северного Охотоморья, севернее реки Уды; реки юго-западного Приохотья от Уды до реки Мухтель; река Мая; притоки рек Амгунь, Бичи, Яй; реки Татарского пролива; реки юга края).
Наибольшее промысловое значение имеют следующие виды рыб Амура (калуга, сазан, верхогляд, желтощёк, косатка-скрипун, амурская щука, змееголов, сом).

### Круизы
По территории Хабаровского края протекает одна из великих рек планеты — Амур, являющаяся главной туристической достопримечательностью региона. Река занимает третье место по длине и четвёртое по площади бассейна.
Популярны круизы на комфортабельных теплоходах по Амуру с остановками в селах и живописных местах. Как правило, они начинаются в Хабаровске и заканчиваются в Николаевске-на-Амуре. Туры по пойме Амура. Во время стоянок проводятся экскурсии. В таком путешествии есть возможность познакомиться с природой, историей и культурой коренных малочисленных народов, живущих на берегах Амура.
Среди памятников природы, обозреваемых в течение круиза, важными и интересными являются амурские утесы (наиболее известные Нергенский, Малмыжский, Аури, Калиновский, Больбинский, Тырский), скала Аури, Сарапульский разрез. Особый тип объектов составляют древние и современные эоловые дюны (рёлки), расположенные в долине Амура. Их высота достигает 15 м.
Возможны круизы по Уссури, Амгуни и вверх по Амуру. Большие перспективы у круизов вдоль побережья Охотского моря и Татарского пролива.

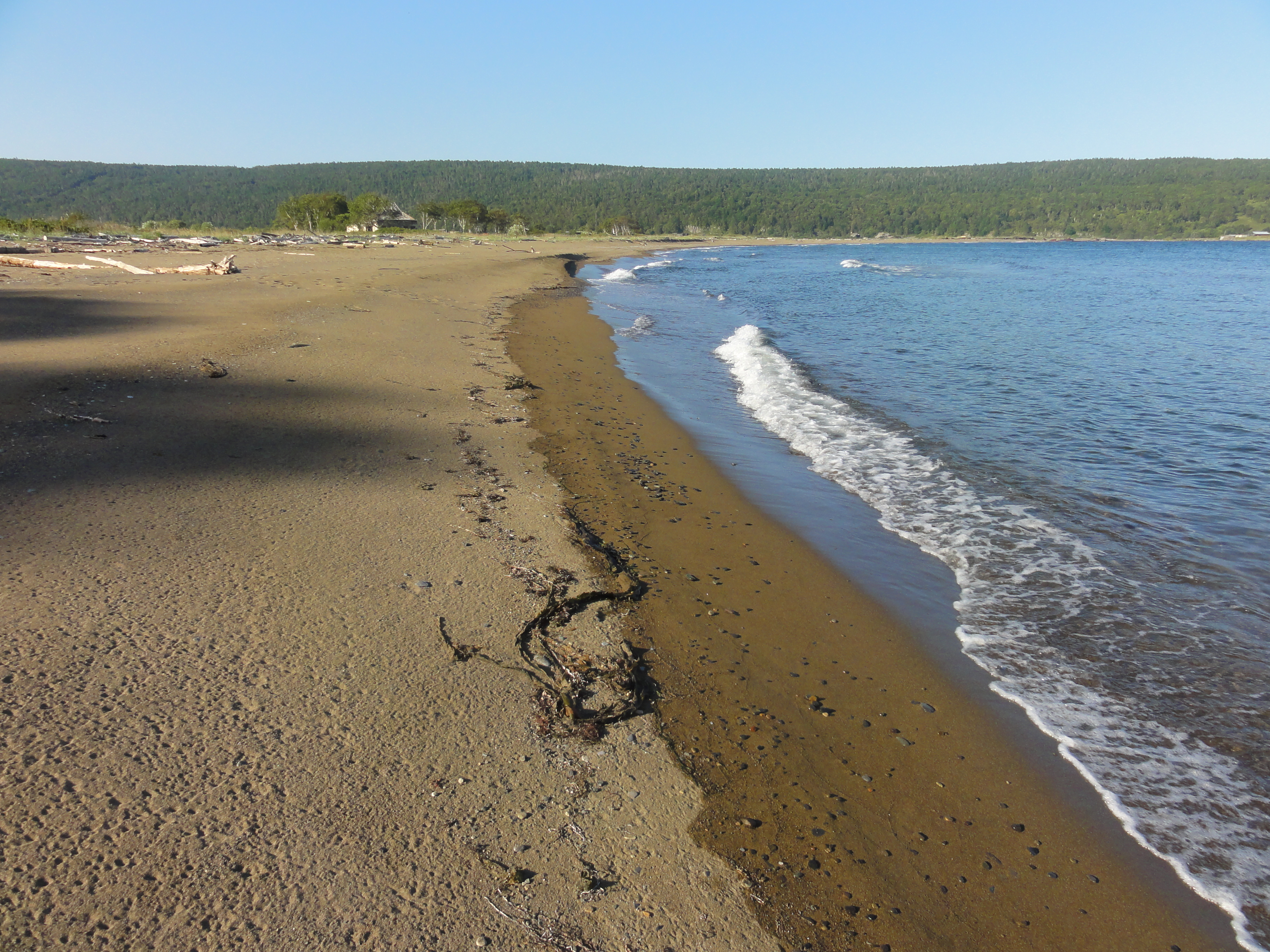
Южное побережье Хабаровского края (Японское море)

### Экологический туризм
Богатейший природный потенциал края обеспечивает неисчерпаемые возможности для развития экологического туризма. Для Хабаровского края характерно смешение северных и южных видов животного и растительного мира. На территории края можно увидеть северных оленей, бурых и гималайских медведей, снежных баранов, а также амурских тигров.
Как правило, экологические туры начинаются с осмотра экспозиций отдела природы Хабаровского краеведческого музея, где широко представлена природа края. В Хабаровске интерес для экологического туризма представляет дендрарий, где собраны многие дальневосточные виды растений.
Популярностью пользуются зоосад «Приамурский» им. В. П. Сысоева (район посёлка Воронеж-2), экологическая тропа в Большехехцирский заповедник и заказник «Хехцирский»; орнитологические туры на территории заповедника «Болоньский»); разнообразные экскурсии и маршруты на территории заповедника «Комсомольский».
Из объектов живой природы наиболее привлекательны экзоты, реликты и эндемики. Среди растений это женьшень и другие аралиевые, тис, орхидные, кедр, все лианы, горные и скальные растения и многие другие; земноводные — монгольская и сахалинская жаба, сибирский углозуб, дальневосточная квакша и дальневосточная жерлянка; пресмыкающиеся — дальневосточная черепаха, амурский полоз; птицы — дикуша, фазан, дальневосточный аист, японский журавль, райская мухоловка, широкорот, мандаринка.
В Амурске расположен Ботанический сад, единственный в Хабаровском крае.
Одним из центров экологического туризма является село Нижняя Манома на берегу реки Анюй (база отдыха «Усадьба Манома»), где предлагаются разнообразные маршруты, в том числе с посещением рекреационной зоны Национального парка «Анюйский».
В зоосаде им. В. П. Сысоева содержатся 29 видов (около 70 экземпляров) диких животных и птиц. В течение всего года проходят многочисленные праздники: День тигра, День птиц, праздник весны «Пробуждение». Там же проводятся социальные акции, например, посвящённые Дню защиты детей или Дню пожилого человека.
Юго-восток Хабаровского края омывается Японским морем, на берегах которого возможен пляжный туризм. Здесь имеются песчаные пляжи с прилегающим мелководьем, температура воды к середине августа достигает +16 +18°С. Развитие пляжного туризма сдерживается неразвитой автодорожной сетью.

### Экстремальный туризм
Наиболее популярны пешие и лыжные маршруты по горам: Баджальский хребет (здесь более двадцати вершин превышают высоту 2000 м), Сихотэ-Алинь (горы Ко, Тардоки-Янги), Мяочану, Дуссе-Алинь и Ям-Алинь). Лыжные походы обычно происходят в феврале-марте, когда уже не очень холодно и имеется достаточно высокий снежный покров. Они могут быть однодневными (например, по Хехциру) и многодневными. Лыжные маршруты в горную местность и восхождения на вершины даже в марте являются экстремально сложными.
Летние пешие маршруты в горно-таежной местности из-за полного бездорожья, тайги с буреломами и зарослями кедрового стланика, высокой влажности и обилия осадков, сложного рельефа, наличия элементов альпинизма, частых переплав через горные реки также сложны. Огромные возможности для развития этого направления на хребтах Эзоп, Джугджур, Сунтар-Хаята, Тайканский. Кроме того, экстремальные маршруты могут проходить не только в горах, но и на левобережной части Среднеамурской равнины. Экстремальный водный туризм возможен в Верхнебуреинском районе (реки Ниман и Акишма), Тугуро-Чумиканском (реки Ассыни и Муникан), Охотском (истоки рек Кухтуй, Охота, Улья, Иня). Почти все горные реки, особенно на Баджале и Ям-Алине, в период паводков превращаются в бешеные потоки.

### Спелеология
Наиболее известна пещера «Прощальная» в районе имени Лазо. Ряд пещер расположен в бассейне реки Кур: «Бурундук», «Стерегущее копье», «Гипролестранс», «Аленушка», «Труба», «Квадрат». В Аяно-Майском районе расположена группа пещер близ села Ципанда. Интересны пещеры «Кокзяму» в верховьях рек Гур и Неми.

### Альпинизм
Для этого вида туризма привлекательны Баджал, побережье Татарского пролива и Охотского моря (особенно участок от Аяна до Кирана), где находится множество скалистых обрывов высотой в несколько сот метров, а также останцы Сихотэ-Алиня и Амурские столбы у села Нижнетамбовское. Привлекают к себе плато Мар-Кюэль и Дуссе-Алинь.

### Хребет Дуссе-Алинь
Маршруты проходят по территории государственного природного заповедника Буреинский. Часто группы сопровождают егеря заповедника и инструктора спортивно-туристических объединений края. Горный хребет Дуссе-Алинь — один из красивейших и высоких горных массивов Дальнего Востока — находится в самом центре Хабаровского края, на стыке трёх районов — Врехнебуреинского, Солнечного и им. Полины Осипенко. Район уникален по своей красоте, необычности рельефа и обилию интересных природных объектов, к тому же район крайне труднодоступен и часть его является заповедником. Эти факторы и определили репутацию Дуссе-Алиня как своего рода «затерянного мира». Относительная пологость горного плато позволяет без особых усилий пешком достигать высот до 1950 м над уровнем моря, откуда невооружённому взору в хорошую погоду открывается вид на десятки километров вокруг. Горный хребет Дуссе-Алинь простирается на 150 км в длину, а его высота достигает 2325 м. Сложен хребет из сланцев, песчаников, гнейсов, прорванных гранитов. Вершины хребта куполообразные с гольцовыми террасами, а в самых высоких частях присутствуют альпийские формы. Склоны покрыты елово-пихтовыми и лиственничными лесами, а вершины — зарослями кедрового стланика, каменистыми россыпями, горно-тундровой растительностью. Исключительно разнообразна живая природа хребта — от уникального обитателя озера Корбохон пучеглазого ленка до хозяина тамошних мест бурого медведя. В отрогах хребта расположено множество озер такие как: Корбохон; Медвежье; Горное; Вороньи Перья; Долгое и др., окружённых живописными скальными цирками. Здесь также имеются водопады: Затерянный; Медвежий; Водопадный и др., а так же порожистые горные ключи и реки. С 2012 года, каждый год в июне на территории хребта Дуссе-Алинь в горном цирке Гремячий Лог (район им. Полины Осипенко) действует одноимённый горный лагерь. Ежегодно горный лагерь посещают более 50 участников как новичков, так и опытных спортсменов.

### Хребет Сунтар-Хаята
Расположен на границе Якутии и Хабаровского края. Это край необыкновенной красоты, один из самых труднодоступных и малопосещаемых районов России.

### Горнолыжный туризм
Основными горнолыжными базами края являются базы «Спартак», «Дерсу» под Хабаровском, «Холдоми» и «Амут Сноулейк» под Комсомольском-на-Амуре. Горнолыжная база Медвежья долина Бикин.

### Этнографический
Этнографический туризм в крае представлен посещением поселений коренных народов. Самым известным является нанайское село Сикачи-Алян, расположенное в 75 км от Хабаровска. Здесь можно увидеть петроглифы периода неолита. Известны также наскальные рисунки на обрывах по рекам Кия и Сукпай, на Уссури у села Шереметьево, на Амуре у села Калиновка. Интересны места археологических находок — село Кондон, Вознесенское, Васильевка, Новостройка, Джари, Малышево, Бычиха, Корсаково-1 и Петропавловка. Внимание многих туристов привлекают озеро Болонь и его окрестности.
Удегейцы проживают в сёлах Гвасюги и Арсеньево; нанайцы — в Найхине, Кондоне, Джуене, Дада; орочи — в селах: Булава, Кольчем, Ухта; эвенки — в селах: Тугур, Удское, Нелькан; эвены — в селе Арка; нивхи — в Николаевском районе.

### Событийный
- международный фестиваль военных духовых оркестров Азиатско-Тихоокеанского региона «Амурские волны» (конец мая — начало июня);
- фестиваль художественных ремесел коренных народов «Живая нить времен» (август);
- международный фестиваль-конкурс любителей подледного лова «Серебряная корюшка» (Советская Гавань, март);
- ежегодный краевой фестиваль-эстафета фольклорных и обрядовых праздников коренных малочисленных народов севера «Бубен дружбы» (август), «Карагод» (июнь), «Узоры Мангбо», «Праздник народов Севера»;
- международный фестиваль хореографического искусства стран Азиатско-Тихоокеанского региона «Ритмы планеты» (сентябрь);
- фестиваль художественного творчества детей и юношества «Новые имена стран Азиатско-Тихоокеанского региона»;
- международный конкурс ледовых скульптур «Ледовая фантазия»;
- городской конкурс ледовых скульптур «Амурский хрусталь»;
- фестиваль моды «Золотое лекало», организуемый «Дальневосточным театром моды» Анны Карпусь.

Кроме того, Хабаровск является «Городом Рекордов» России и мира по массовым танцам.
В целях продвижения регионального туристского продукта в Хабаровске проводятся специализированные туристические выставки «Турэкспосервис», «TRAVELEXPODV».

### Культурно-познавательный
Удобное географическое положение Хабаровска, непосредственная близость к странам АТР, существующая туристская инфраструктура, а также особенности культурно-исторического и природного туристского потенциала являются основой активного развития культурно-познавательного туризма в Хабаровском крае.
Убедиться в этом туристами поможет посещение таких объектов, как: Дальневосточный художественный музей (располагающий коллекциями Эрмитажа, Третьяковской галереи, музея изобразительных искусств имени А. С. Пушкина), концертный зал органной музыки Хабаровской краевой филармонии; современные спортивно-зрелищные комплексы, культовые учреждения различных конфессий, а также широкая сеть современных культурно-развлекательных объектов.
Туроператорами края предлагается широкий перечень городских и загородных тематических экскурсий культурно-познавательной направленности. Основными объектами показа в данных экскурсиях выступают: историческая часть г. Хабаровска, набережная р. Амур, площади и парки, музеи города, храмы и православные места, особняки именитых купцов Хабаровска и др.

## Семь чудес Хабаровского края
Проведённое в 2009 году голосование в Акции «Семь чудес Хабаровского края» обнаружило главные достопримечательности края по мнению его жителей:
1. Амурский тигр
2. Горная страна Дуссе-Алинь
3. Шантарские острова
4. Озеро Амут
5. Амурский мост
6. Лотосы
7. Петроглифы Сикачи-Аляна

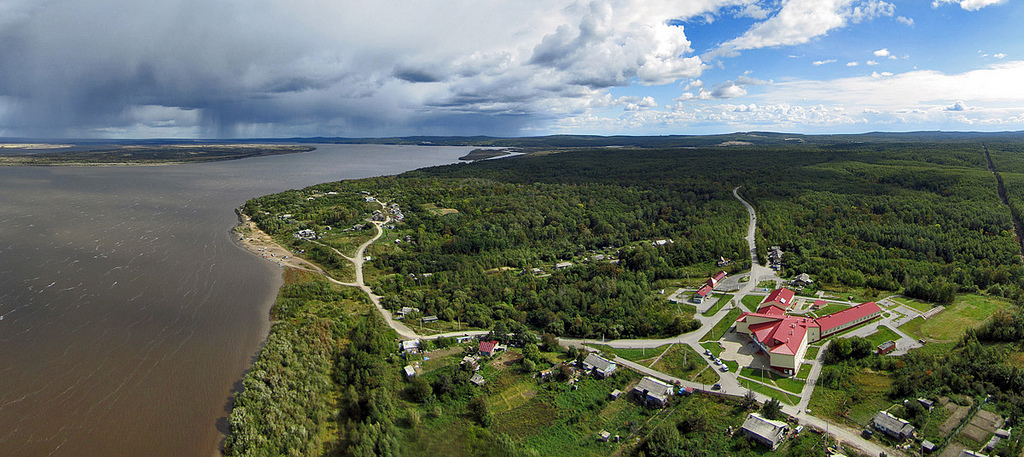
Сикачи-Алян с высоты птичьего полёта
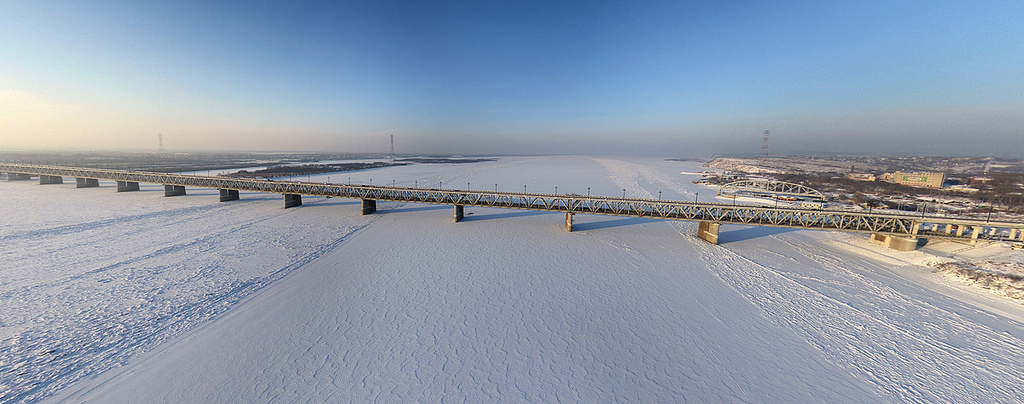
Мост через реку Амур в Хабаровске

## Статистика
В 2009 году туристская инфраструктура края насчитывала 145 коллективных средств размещения из них 129 гостиницы. Ведущими туроператорами края, специализирующимися на приёме иностранных туристов, являются следующие организации: ОАО «Интур-Хабаровск», ЗАО «Хабаровсктурист», ООО «Весь мир», ЗАО Компания «Вэлком», ОАО «Дальрео», ООО «Дальгео Турс», ООО «Блу Скай Трэвел», ООО «Санта-Авиа», ООО «Фирма „НАТА-Тур“» (г. Комсомольск-на-Амуре) и другие.
В 2011 году общий поток туристов в крае составил около 400 тысяч человек.
В 2011 году действовало 70 туристских объектов. За этот период их посетило 730 тысяч человек, что в два раза выше уровня 2010 года. Объемы доходов предприятий от обслуживания туристов возросли на 80 процентов, и составили 786 миллионов рублей. В 2012 году общий турпоток составил 739 тыс. человек.
Количество иностранных туристов составляет 16 тысяч человек в год, в основном из Японии, Китая и Кореи.